# Sunspot (Novo México)

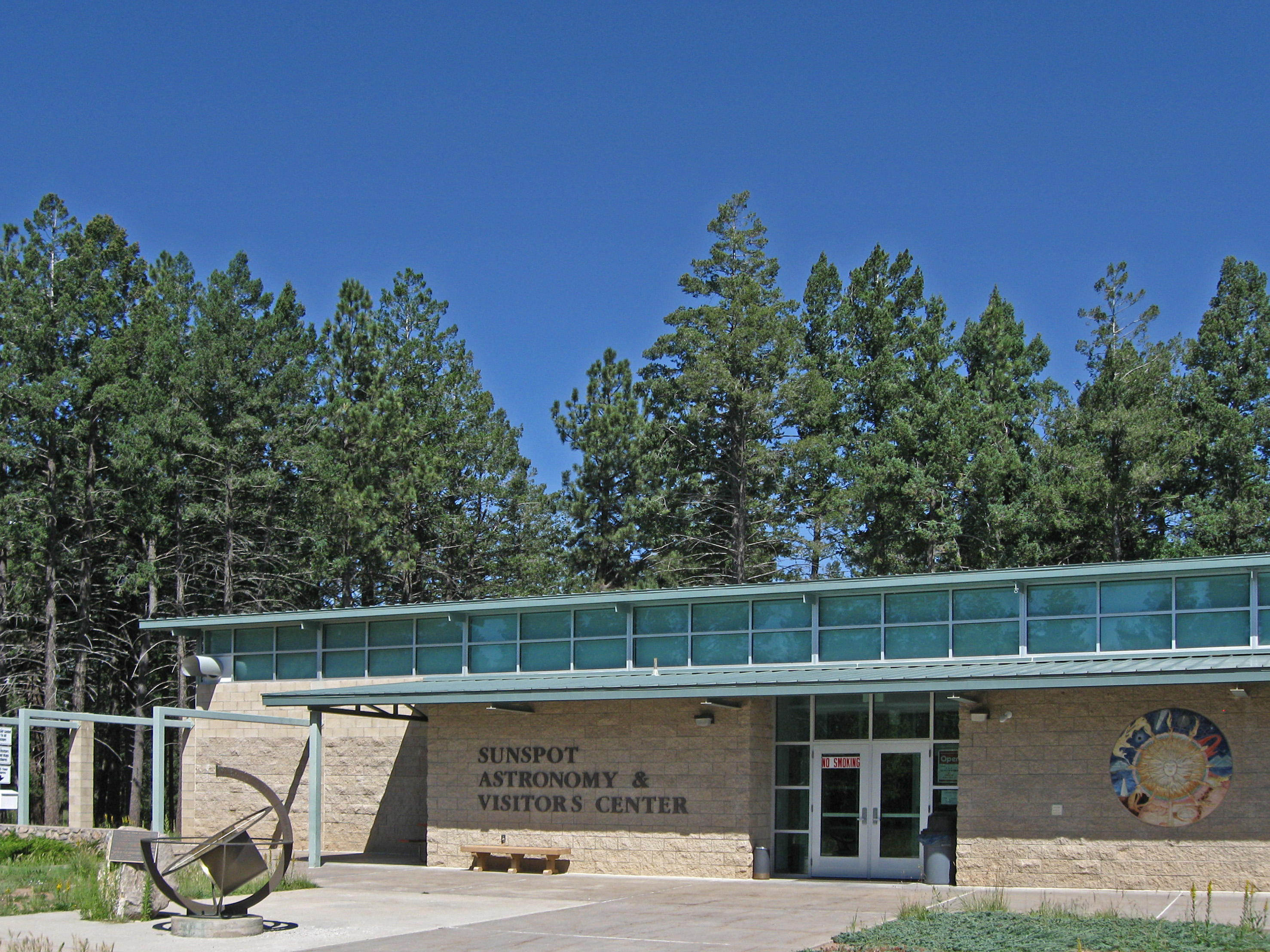
O museu e centro de visitantes em Sunspot

Sunspot é uma comunidade não incorporada nas Montanhas do Sacramento no Condado de Otero, Novo México, Estados Unidos. Ela está localizada dentro do Lincoln National Forest, a 29 quilômetros ao sul de Cloudcroft. Sua elevação é de 2804 metros (9200 pés).
Foi nomeado devido a vizinhança com o National Solar Observatory em Sacramento Peak, em uma votação que foi supostamente fraudada pelo diretor do observatório, John Evans.